# نورون آینه‌ای
نورون‌های آینه‌ای (به انگلیسی: Mirror Neurons) (به فرانسوی: Neurone miroir) نورونی است که هنگامی که جانور عملی را انجام می‌دهد و نیز هنگامی که مشاهده می‌کند که همان عمل را دیگری انجام می‌دهد تحریک می‌شود. بدین‌گونه نورون شبیه «آینه» رفتارهای دیگری را کپی می‌کند، مثل آنکه خودش انجام داده. این نورون‌ها در نخستی‌ها، انسان‌ها، و دیگر رده‌ها مانند پرندگان دیده‌شده‌اند.
برخی دانشمندان معتقدند که نورون‌های آینه‌ای از مهم‌ترین اکتشافات اخیر در زمینه عصب‌شناسی بوده‌اند. از آن جمله راماچاندارن، استاد روان‌شناسی دانشگاه کالیفرنیا، سن دییگو، معتقد است که آن‌ها در فراگیری زبان و تقلید اهمیت زیادی دارند. با وجود این یافته‌ها، تا کنون هیچ مدل عصبی یا محاسباتی که مورد پذیرش اکثریت باشد، ارائه نشده که توضیح دهد نورون‌های آینه‌ای چگونه به اعمال شناختی‌ای مانند تقلید کمک می‌کنند.

## اکتشاف
جیاکومو ریزولاتی و همکارانش در دانشگاه پارما، الکترودهایی روی قشر ونترال پریموتور (ventral premotor cortex) میمون ماکاک قرار دادند تا نورون‌هایی را که حرکات دست و دهان را کنترل می‌کنند مطالعه کنند. در هنگام آزمایش، آن‌ها از یک نورون در مغز میمون هنگامی که میمون می‌توانست تکه‌های غذا را بردارد ثبت می‌گرفتند، و ازاین‌رو می‌توانستند واکنش نورون را به حرکت‌هایی مشخص اندازه بگیرند. آن‌ها متوجه شدند که برخی نورون‌ها علاوه بر زمانی که میمون یک تکه غذا را برمی‌دارد، هنگامی که میمون شخصی را می‌بیند که یک تکه غذا را برمی‌دارد نیز فعالیت می‌کنند.
آن‌ها چند سال بعد یک مقالهٔ تجربی منتشر کردند و در آن دربارهٔ نقش سیستم نورون آینه‌ای در شناخت رفتاری بحث کردند.
مشاهدات بعدی نشان داد که ۱۰٪ نورون‌های قشر انفریور فرانتال (inferior frontal) و انفریور پرایتال (inferior parietal) ویژگی‌های «آینه» ای دارد و پاسخ یکسانی به اعمال دستی انجام شده و مشاهده شده نشان می‌دهد. اخیراً کریستین کیسر و همکارانش، نشان داده‌اند که سیستم آینه‌ای به صدای کارها نیز واکنش نشان می‌دهد.
در مورد نورون‌های آینه‌ای مقاله‌های بسیاری منتشر شده‌است.

## محل آناتومیک
دانشمندان مشاهده کردند که وقتی میمون برای برداشتن چیزی با دهان یا دست حرکت می‌کند نورونهایی در ناحیه اف-۵ قشر پرهموتور (premotor cortex) فعال می‌شوند. زیر مجموعه‌ای از این نورون‌ها که در پاسخ به مشاهده همان رفتار در میمون دیگر فعال می‌شوند را نورون‌های آینه‌ای نامیدند.
مشخص است که سیستم نورون‌های آینه‌ای سیستمی فراگیر در مغز است به طوری که شواهدی مبنی بر وجود چنین واکنش بیولوژیکی در سلول‌های شیار تمپورال فوقانی (Superior temporal sulcus) یافت شده که وجود نورون‌های آینه‌ای در آن ناحیه را مشخص می‌کند.
همچنین نقشی را برای قسمت‌های آمیگدال (Amygdal) و قشر اوربیتوفرونتال (Orbitofrontal cortex) مغز در سیستم نورون‌های آینه‌ای مطرح کرده‌اند. مشابه همین سیستم در انسان نیز یافت شده‌است.

## نقش نورونهای آینه‌ای
عملکرد این سیستم به خصوص در انسان مورد مطالعه قرار گرفته‌است. نورون‌های آینه‌ای در برخورد با فعالیتی که در انسان دیگری مشاهده شود فعال شده و باعث ایجاد نوعی درک احساسی و مفهومی از عملکرد فرد دیگر هستند. به نظر می‌رسد که این سیستم در انسان پیشرفته‌تر از میمون است. بر اساس مشاهدات علمی برخلاف میمون در انسان برای فعال شدن این سیستم نیاز به یک جسم خارجی نیست و این سیستم در نبود جسم خارجی نیز فعال می‌شود. اگر چه مشاهده شده که در وجود یک جسم خارجی این سیستم فعالیت قوی‌تری از خود نشان می‌دهد.

## اهمیت نورونهای آینه‌ای

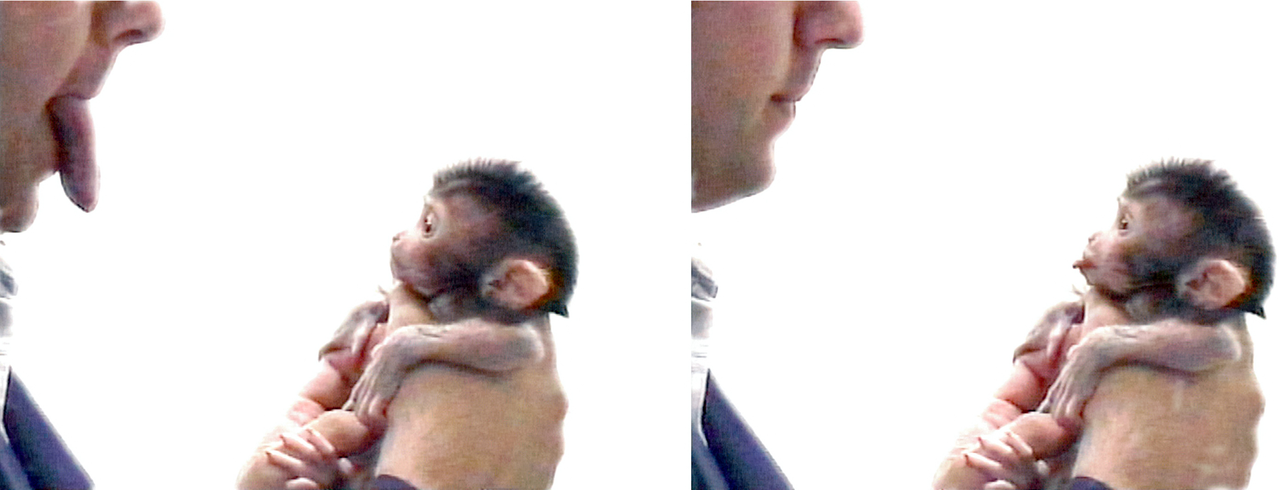
نوزاد یک ماکاک که حرکات را تقلید می‌کند از نورونهای آینه ای استفاده می‌کند

اهمیت این نورون‌ها در فعالیت‌های ارتباطی موجودات است. در انسان این سیستم نقش قابل توجهی یافته‌است. به طوری که دانشمندان ورود سیستم صوتی به این نورون‌ها در انسان هوموساپینس را آغاز گر به وجود آمدن توانایی سخن گفتن دانسته‌اند. به این ترتیب این نورون‌ها در تکامل زبان در انسان نقش قابل توجهی ایفا کرده‌اند. مطالعات انجام شده روی انسان با استفاده از ام.آر. آی عملکردی نشان داد که در انسان مشاهده حرکات دهانی انسان دیگر می‌تواند این سیستم را فعال کند در حالیکه چنین فعالیتی در برابر حرکات یک حیوان دیده نمی‌شود.
اهمیت این سیستم در درک موسیقی و یادگیری موسیقی نیز مطرح شده‌است. نقش این نورون‌ها در مورد موسیقی به عنوان ابزاری ارتباطی مطرح است و این نقش یک نقش اساسی در دریافت مفهوم موسیقایی در شنونده می‌باشد. به این ترتیب که این نورون‌ها به کار آمده و فعالیتی نوروفیزیولوژیک مشابه همان که در ذهن موسیقیدان می‌گذرد را در شنونده ایجاد می‌کنند. از طرفی در یادگیری حرفه‌ای موسیقی نیز از این سیستم استفاده می‌شود.